# Дорогуча
Дорогуча (пол. Dorohucza) — село в Польщі, у гміні Травники Свідницького повіту Люблінського воєводства.
Населення — 732 особи (2011).

## Демографія
Демографічна структура станом на 31 березня 2011 року:
|          | Загалом | Допрацездатний вік | Працездатний вік | Постпрацездатний вік |
| -------- | ------- | ------------------ | ---------------- | -------------------- |
| Чоловіки | 376     | 77                 | 267              | 32                   |
| Жінки    | 356     | 67                 | 193              | 96                   |
| Разом    | 732     | 144                | 460              | 128                  |